# Christian Boussus
Christian Boussus (Hyères, 5 marzo 1908 – Neuilly-sur-Seine, agosto 2003) è stato un tennista francese.

## Carriera
Ha iniziato a giocare a tennis alla fine degli anni '20 partecipando a uno dei suoi primi tornei all'età di 17 anni nell'edizione 1926 del torneo The French Covered Courts in doppio, vincendolo collaborando con il veterano francese René Lacoste. Fu il secondo classificato al Pacific South-west Championship nel 1928  (perso contro il collega francese Henri Cochet ) sebbene vinse il trofeo del titolo misto insieme all'americana Anne Harper .  stesso anno ha vinto il suo primo titolo di doppio all'aperto a Düsseldorf in coppia con il compagno di squadra della Coppa Davis Jean Borotra. Ha vinto i suoi primi campionati di singolare nel 1929.  Ha fatto parte della squadra francese vittoriosa alla Coppa Davis quattro volte, nel 1929, 1930, 1931 e 1932, anche se non ha mai giocato.  I membri della squadra divennero noti come i Quattro Moschettieri e Boussus era il Quinto Moschettiere.  Finalmente ebbe la possibilità di giocare alla Coppa Davis nel 1934, quando i Quattro Moschettieri si erano ritirati. Durante la seconda guerra mondiale nel 1941 a Vichy in Francia , vinse il titolo di doppio non ufficiale dell'Open di Francia in coppia con Bernard Destremau , un'impresa non riconosciuta dall'ITF. Lo stesso anno ha recitato in un film intitolato "L'Appel du stade".  Nel dopoguerra divenne capitano della squadra francese di Coppa Davis tra il 1949 e il 1952 e vice-capitano dal 1953.  Nel primissimo anno della sua guida la Francia raggiunse la finale della Coppa Davis del 1949 per la prima volta in 15 anni. Nelle competizioni a squadre a livello di club ha rappresentato il Racing Club de France di Parigi.
Christian Boussus (a sinistra) e Vivian McGrath (al centro) entrano nel campo centrale del White City Stadium di Sydney, in Australia, nel novembre 1934
Boussus fu sconfitto nelle finali dei Campionati di Francia del 1931 da Jean Borotra . Nel 1932, lui e Marcel Bernard furono sconfitti nelle finali di doppio dei Campionati di Francia da Henri Cochet e Jacques Brugnon .  Ha giocato due volte i campionati australiani, nel 1928 e nel 1935, e ha vinto il doppio misto quell'anno, il suo unico titolo del Grande Slam. Ha gareggiato nei campionati francesi 19 volte tra il 1927 e il 1953, che è il terzo maggior numero di presenze nella storia subito dopo Fabrice Santoro (20) e Francois Jauffret (20).  Boussus ha vinto due volte i campionati tedeschiad Amburgo (1930, 1931) e i British Hard Court Championships in un'occasione (1931).  È stato classificato numero uno come tennista francese quattro volte di fila negli anni consecutivi del 1934,  1935,  1936 e 1937.
Boussus è stato classificato al nono posto al mondo nel 1930 e nel 1935 da A. Wallis Myers del Daily Telegraph , e al sesto posto in Europa nel 1931 (quest'ultimo dal quotidiano Züricher Sport ).

## Statistiche

### Finali del Grande Slam

#### Singolare

##### Finali perse (1)
| No. | Data | Torneo                            | Superficie  | Avversario in finale | Punteggio          |
| 1.  | 1931 | Internazionali di Francia, Parigi | Terra rossa | Jean Borotra         | 6–2, 4–6, 5–7, 4–6 |